# Vidradne, Hrebinka
Vidradne (în ucraineană Відрадне) este un sat în comuna Topoleve din raionul Hrebinka, regiunea Poltava, Ucraina.

## Demografie
Componența lingvistică a localității Vidradne
     Ucraineană (98,02%)
     Rusă (1,98%)
Conform recensământului din 2001, majoritatea populației localității Vidradne era vorbitoare de ucraineană (98,02%), existând în minoritate și vorbitori de rusă (1,98%).